# 자넷 맥라클란

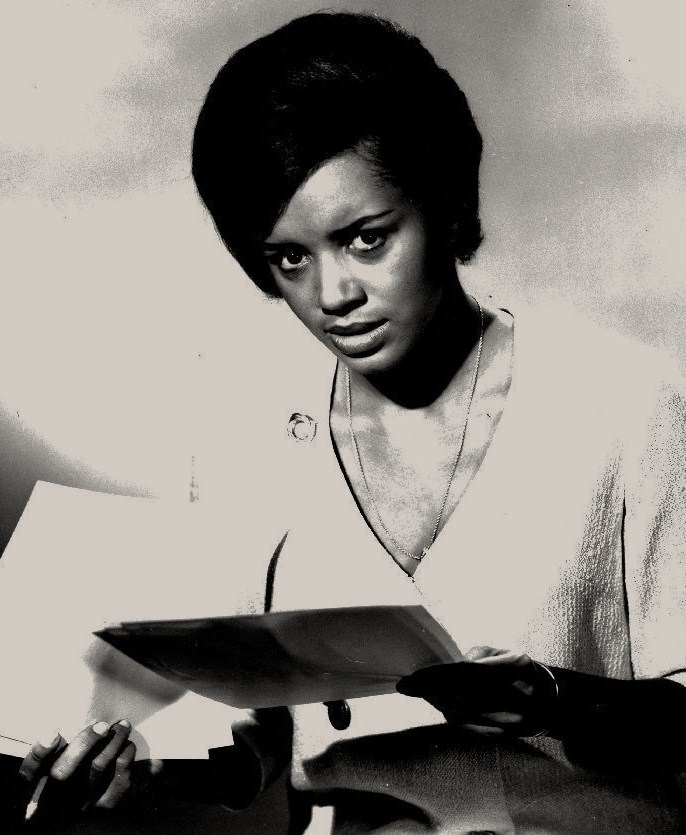

재닛 매클라클런(Janet MacLachlan, 1933년 8월 27일 ~ 2010년 10월 11일)은 미국의 배우이다.
뉴욕에서 태어났으며 로스앤젤레스에서 사망하였다.

## 출연 작품
- 13층 (1999년) - 엘렌 역
- 피노키오 신드롬 (1996년)
- 터스키기 에어맨 (1995년)
- 사랑하는 녀석들 (1994년)
- 사랑의 동반자 (1993년)
- 벤크스톤가의 아이들 (1990년)
- 미혼모 (1988)
- 킬러의 그림자 (1988년)
- 빅 샷 (1987년)
- 하늘로 날아간 소년 (1986년)
- 연쇄 살인 (1984년)
- 모리 (1973년)
- 사운더 (1972년)
- 체인지 오브 마인드 (1969년)

### 텔레비전
- 낫츠 랜딩 (1979년)
- 원더 우먼 - TV 시리즈 (1975년)
- FBI (1965년)